# Banishers: Ghosts of New Eden
Banishers: Ghosts of New Eden est un jeu vidéo d'action et de rôle développé par Don't Nod Entertainment et édité par Focus Entertainment, sorti sur Windows, PlayStation 5 et Xbox Series. Le jeu devait sortir le 7 novembre 2023 mais a été décalé à février 2024 pour éviter un mois riche en sorties de jeux AAA.

## Histoire
Le jeu se déroule en 1695. Le joueur incarne un couple de bannisseurs (des chasseurs de fantômes), Antea Duarte et son apprenti et amant Ruaidhrigh McRaith dit Red. Mandatés par un ami bannisseur, ils se rendent à New Eden, une bourgade fictive de la colonie du Massachusetts peuplée de puritains et frappée par une malédiction,.  Après avoir découvert qu'un dangereux cauchemar, un fantôme particulièrement puissant, hantait New Eden, ils décident de le combattre mais le cauchemar tue Antea. Elle devient alors ce qu'elle exècre le plus : un fantôme qui parcourt le monde aux côtés de Red. Nos deux amants vont devoir résoudre de nombreux cas de hantise et auront un choix à faire : ramener Antea à la vie, ou laisser son âme partir en paix.

## Système de jeu
Banishers: Ghosts of New Eden est un jeu vidéo d'action-RPG à la troisième personne. Le joueur prend le contrôle d'une paire de chasseurs de fantômes nommés Antea Duarte et Red mac Raith. Le couple part en mission pour enquêter sur une petite communauté hantée nommée New Eden, bien que Duarte devienne un fantôme dans le processus. Les joueurs peuvent utiliser à la fois les armes conventionnelles de Raith et les capacités spirituelles de Duarte pour combattre les ennemis hostiles. Dans le jeu, les joueurs devront faire de nombreux choix, influençant l'histoire du jeu.

## Développement
En 2019, Focus Entertainment et Don't Nod Entertainment ont lancé un nouveau contrat de développement après le succès de Vampyr et ont commencé la production cette année-là. Le jeu a été révélé publiquement dans le monde entier lors des Game Awards en décembre 2022. Le jeu devrait sortir sur Microsoft Windows, PlayStation 5 et Xbox Series le 7 novembre 2023.
En décembre 2023, le studio dévoile une bande-annonce cinématique au cours des Game Awards.

## Accueil

### Réception critique
- GamesRadar+ : [11]
- IGN : 7/10[12]

### Ventes
Dans une communication financière en septembre 2024, l'entreprise Don't Nod annonce que les ventes de Banishers: Ghosts of New Eden se sont révélées être très en-dessous de ses attentes.